# Wolfgang Kromp (Physiker)
Wolfgang Kromp (* 31. August 1942 in Schönberg am Kamp, Niederösterreich) ist ein österreichischer Physiker.

## Leben
Studium der Physik und Mathematik an der Universität Wien, Promotion 1970 nach einer Dissertation zum Thema Erholung des elektrischen Widerstandes nach Ultraschallbestrahlung. Ab 1970 Universitätsassistent mit nachfolgenden Forschungsaufenthalten am Max-Planck-Institut Stuttgart/Büsnau und an der Carnegie – Mellon University, Department of Mechanical Engineering in Pittsburgh/Pennsylvania.
1984 Habilitation im Fach Materialphysik an der naturwissenschaftlichen Fakultät der Universität Wien. 1997 Ernennung zum außerordentlichen Universitätsprofessor.
Wolfgang Kromp leistete durch öffentliche Auftritte und Veröffentlichungen einen erheblichen Beitrag zur Ablehnung der Nutzung der Atomkraft in Österreich aus Anlass der Volksabstimmung 1978.
Ab 1990 bis heute gehörte er dem zeitgleich gegründeten Forum für Atomfragen (FAF) an. Dessen Aufgabe besteht in der Beratung der österreichischen Bundesregierung in allen Fragen der Atomenergie und der ionisierenden Strahlung, die einer koordinierenden Behandlung bedürfen (BGBl. Nr. 234/1990).
Ende 1991 wurde auf Betreiben von Wolfgang Kromp vom damaligen Rektor Alfred Ebenbauer gegen den Willen des damaligen Wissenschaftsministers Erhard Busek ein interdisziplinäres Projekt „Nukleare Sicherheit“ an der Universität Wien gegründet, das im Zuge der Universitätsreform 1995 zum Institut für Risikoforschung wurde und seit 2009 unter der Bezeichnung Institut für Sicherheits- und Risikowissenschaften (ISR) an der Universität für Bodenkultur Wien (BOKU) angesiedelt ist. Wolfgang Kromp fungierte durchgängig als Leiter dieser Einrichtungen bis 2012. Forschungsschwerpunkte sind nukleare Risiken, Risiken erneuerbarer Energie und Technikfolgenabschätzung.
Seit 2002 berät er über eine Kooperation mit der Wiener Umweltanwaltschaft die Stadt Wien in Fragen zur nuklearen Sicherheit.
Wolfgang Kromp ist in zweiter Ehe mit der Klimaforscherin Helga Kromp-Kolb verheiratet.

## Auszeichnungen
- 1991: Konrad-Lorenz-Preis
- 2011: Österreichisches Ehrenkreuz für Wissenschaft und Kunst I. Klasse
- 2013: Goldenes Ehrenzeichen für Verdienste um das Land Wien